# Vis Pesaro dal 1898 2022-2023
Questa voce raccoglie le informazioni riguardanti il Vis Pesaro dal 1898 nelle competizioni ufficiali della stagione 2022-2023.

## Stagione
Nella stagione 2022-2023 la Vis Pesaro disputa il girone B del campionato di Serie C, raccoglie 39 punti con il sedicesimo posto, ultimo utile per evitare il Play-out. Allenata da David Sassarini ha ottenuto 16 punti nel girone di andata, chiuso in quart'ultima posizione, e 23 punti in un discreto girone di ritorno, mantenendo così la categoria per un solo punto. Il torneo ha promosso in Serie B la Reggiana con 81 punti. Nella Coppa Italia di Serie C la squadra biancorossa non supera lo scoglio del primo turno, pesantemente battuta (6-0) a Pescara.

## Maglie e Sponsor
La prima maglia è rossa, con calzoncini e calzettoni rossi con risvolti bianchi, la seconda maglia è bianca con risvolti rossi. Il main sponsor di questa stagione è Tecnoplast, mentre lo sponsor tecnico è Macron.

## Organigramma societario
Area direttiva
- Presidente: Mauro Bosco
- Amministratore Delegato: Antonio Feroce
- Segreteria: Silvia Canfora
- Segretaria amministrazione: Monia Giorgini

Area comunicazione e marketing
- Responsabile comunicazione stampa: Luciano Bertuccioli
- Responsabile Marketing e commerciale: Guerrino Amadori
- Supporters Liaison Officer: Gianfranco Balsamini

Area sportiva
- Direttore Sportivo: Sandro Cangini
- Responsabile settore giovanile: Enea Corsi
- Direttore sportivo settore giovanile: Maurizio Del Bene
- Segretario settore giovanile: Gianluca Francolini

Area tecnica
- Allenatore: David Sassarini
- Allenatore in seconda: Francesco Renzoni
- Preparatore dei portieri: Francesco Franzese
- Preparatore atletico: Matteo Mantoni e Matteo Giovanelli
- Team Manager: Andrea Diotalevi
- Magazzinieri: Sergio Bonamigo, Giuliano Domenicucci, Arnaldo Bartolini

Area sanitaria
- Responsabile sanitario: Augusto Sanchioni
- Recupero infortuni: Francesco Renzoni
- Medico: Federico Paolin
- Fisioterapisti: Moreno Fusco, Luca Mengacci

## Rosa
| N. |                           | Ruolo | Calciatore         |
| -- | ------------------------- | ----- | ------------------ |
| 2  | Marocco (bandiera)        | D     | Amine Ghazoini     |
| 3  | Italia (bandiera)         | D     | Riccardo Zoia      |
| 4  | Italia (bandiera)         | D     | Fabio Gavazzi ()   |
| 6  | Italia (bandiera)         | D     | Stefano Rossoni    |
| 7  | Italia (bandiera)         | A     | Mamadou Ngom       |
| 8  | Italia (bandiera)         | C     | Christian Nina     |
| 9  | Argentina (bandiera)      | A     | Tomás Sosa         |
| 10 | Italia (bandiera)         | A     | Kevin Cannavò      |
| 11 | Italia (bandiera)         | A     | Destiny Egharevba  |
| 12 | Italia (bandiera)         | P     | Matteo Campani     |
| 13 | Italia (bandiera)         | D     | Matteo Borsoi      |
| 14 | Costa d'Avorio (bandiera) | D     | Aboubakar Bakayoko |
| 16 | Italia (bandiera)         | C     | Andrea Astrologo   |
| 18 | Italia (bandiera)         | A     | Ahmed Sanogo       |

| N. |                        | Ruolo | Calciatore          |
| -- | ---------------------- | ----- | ------------------- |
| 19 | Italia (bandiera)      | A     | Francesco Fedato    |
| 20 | Italia (bandiera)      | C     | Christian Aucelli   |
| 21 | Italia (bandiera)      | A     | Davide Marcandella  |
| 22 | Italia (bandiera)      | P     | Alessandro Farroni  |
| 23 | Italia (bandiera)      | C     | Mario Coppola       |
| 25 | Italia (bandiera)      | D     | Giorgio Cavalli     |
| 26 | Paesi Bassi (bandiera) | C     | Rachad H'Maidat     |
| 27 | Italia (bandiera)      | C     | Ottavio Garau       |
| 31 | Italia (bandiera)      | D     | Francesco Cusumano  |
| 32 | Italia (bandiera)      | C     | Manuel Di Paola     |
| 35 | Italia (bandiera)      | P     | Andrea Nicoli       |
| 36 | Italia (bandiera)      | C     | Alessandro Provazza |
| 37 | Italia (bandiera)      | C     | Mirko Valdifiori    |
| 77 | Italia (bandiera)      | A     | Manuel Pucciarelli  |

## Calciomercato

### Sessione estiva(dall'1/7 al 31/8)
| Acquisti | Acquisti            | Acquisti           | Acquisti      |
| R.       | Nome                | da                 | Modalità      |
| -------- | ------------------- | ------------------ | ------------- |
| P        | Andrea Nicoli       | Pontedera          | definitivo    |
| D        | Aboubakar Bakayoko  | Pontedera          | definitivo    |
| D        | Matteo Borsoi       | SPAL               | prestito      |
| D        | Giorgio Cavalli     | Pro Sorgenti       | definitivo    |
| D        | Amine Ghazoini      | Ascoli             | prestito      |
| D        | Stefano Pellizzari  | Legnago            | fine prestito |
| D        | Stefano Rossoni     | Fermana            | definitivo    |
| D        | Riccardo Zoia       | Seregno            | definitivo    |
| C        | Christian Aucelli   | Sassuolo           | prestito      |
| C        | Manuel Di Paola     | Modena             | definitivo    |
| C        | Yassin Ejjaki       | Reggina            | fine prestito |
| C        | Rachad H'Maidat     |                    | svincolato    |
| C        | Christian Nina      | Monopoli           | prestito      |
| C        | Giacomo Pierpaoli   | Pro Vasto          | fine prestito |
| C        | Mirko Valdifiori    |                    | svincolato    |
| A        | Destiny Egharevba   | Fiorentina         | prestito      |
| A        | Francesco Fedato    | Gubbio             | definitivo    |
| C        | Ottavio Garau       | Reggina            | prestito      |
| A        | Mamadou Ngom        | Vibonese           | definitivo    |
| A        | Alessandro Provazza | Reggina            | prestito      |
| A        | Manuel Pucciarelli  |                    | svincolato    |
| A        | Tomas Sosa          | Defensa y Justicia | definitivo    |

| Cessioni | Cessioni               | Cessioni         | Cessioni      |
| R.       | Nome                   | a                | Modalità      |
| -------- | ---------------------- | ---------------- | ------------- |
| D        | Francesco Carnicelli   |                  | svincolato    |
| D        | Gabriele De Nuzzo      | Fermana          | definitivo    |
| D        | Pasquale Di Sabatino   |                  | svincolato    |
| D        | Alessandro Eleuteri    | Fermana          | definitivo    |
| D        | Manuel Ferrini         | Renate           | fine prestito |
| D        | Marco Manetta          | Taranto          | definitivo    |
| D        | Théo Parrinello        | Sète             | definitivo    |
| D        | Stefano Pellizzari     | Fermana          | definitivo    |
| D        | Stefano Piccinini      | Sassuolo         | fine prestito |
| D        | Matteo Rubin           | Campodarsego     | definitivo    |
| D        | Matteo Saccani         | Sassuolo         | fine prestito |
| C        | Alberto Acquadro       | Turris           | definitivo    |
| C        | Emmanuel Besea         |                  | svincolato    |
| C        | Luca Lombardi          | Monza            | fine prestito |
| C        | Giacomo Pierpaoli      | Fasano           | definitivo    |
| A        | Diego Accursi          | Rimini           | fine prestito |
| A        | Alessandro De Respinis | Sangiuliano City | definitivo    |
| A        | Niccolò Gucci          | Arezzo           | definitivo    |
| A        | Domenico Rossi         | Venezia          | fine prestito |
| A        | Christian Silenzi      | Seregno          | definitivo    |
| A        | Martín Tonso           |                  | svincolato    |

## Risultati

### Serie C - girone B

#### Girone di andata
| Macerata 4 settembre 2022, ore 14:30 CEST 1ª giornata | Recanatese             | 0 – 0 referto | Vis Pesaro | Stadio Helvia Recina (627 spett.)\| Arbitro: \| Delrio (Reggio Emilia) \| |
| Arbitro:                                              | Delrio (Reggio Emilia) |               |            |                                                                           |

| Arbitro: | Vogliacco (Bari) |

|            |           |  |
| Fedato 50’ | Marcatori |  |

| Arbitro: | Leone (Barletta) |

|  |           |             |
|  | Marcatori | 90’ Aucelli |

| Arbitro: | De Angeli (Milano) |

|              |           |            |
| Petrović 90’ | Marcatori | 30’ Fedato |

| Arbitro: | Costanza (Agrigento) |

|  |           |                                          |
|  | Marcatori | 27’ Paolucci 52’ Bianconi 90+2’ Mattioli |

| Arbitro: | Ceriello (Chiari) |

|                            |           |                         |
| Diakite 51’ Scappini 90+7’ | Marcatori | 11’ Provazza 59’ Fedato |

| Arbitro: | Palumbo (Bari) |

|            |           |  |
| 52’ Fedato | Marcatori |  |

| Arbitro: | Kumara (Verona) |

|                                                          |           |  |
| Gabbianelli 4’, 13’ Delcarro 20’ Santini 25’ (rig.), 65’ | Marcatori |  |

| Arbitro: | Baratta (Rossano) |

|  |           |              |
|  | Marcatori | 72’ Visconti |

| Pesaro 23 ottobre 2022, ore 14:30 CEST 10ª giornata | Vis Pesaro    | 0 – 0 referto | Alessandria | Stadio Tonino Benelli (953 spett.)\| Arbitro: \| Ancora (Roma) \| |
| Arbitro:                                            | Ancora (Roma) |               |             |                                                                   |

| Arbitro: | Di Francesco (Ostia Lido) |

|                                 |           |  |
| Guiebre 7’ A. Montalto 74’, 78’ | Marcatori |  |

| Arbitro: | Sfira (Pordenone) |

|  |           |                           |
|  | Marcatori | 47’ Paloschi 61’ Riccardi |

| Montevarchi 13 novembre 2022 13ª giornata | Montevarchi         | 0 – 0 | Vis Pesaro | Stadio Gastone Brilli Peri\| Arbitro: \| Ramondino (Palermo) \| |
| Arbitro:                                  | Ramondino (Palermo) |       |            |                                                                 |

| Arbitro: | Vergaro (Bari) |

|            |           |              |
| Fedato 54’ | Marcatori | 90+1’ Bunino |

| Arbitro: | Zanotti (Rimini) |

|                           |           |                   |
| Tenkorang 30’ Zamparo 59’ | Marcatori | 84’ (rig.) Fedato |

| Arbitro: | Turrini (Firenze) |

|  |           |                                               |
|  | Marcatori | 26’ Morelli 34’ Vázquez 44’ Mbakogu 85’ Spina |

| Imola 3 dicembre 2022 17ª giornata | Imolese             | 0 – 0 | Vis Pesaro | Stadio Romeo Galli\| Arbitro: \| Gigliotti (Cosenza) \| |
| Arbitro:                           | Gigliotti (Cosenza) |       |            |                                                         |

| Arbitro: | Crezzini (Siena) |

|            |           |                            |
| Fedato 22’ | Marcatori | 32’ Corazza 66’ S. Shpendi |

| Arbitro: | Madonia (Palermo) |

|                                  |           |  |
| Cicconi 42’, 47’ Della Latta 61’ | Marcatori |  |

#### Girone di ritorno
| Pesaro 23 dicembre 2022 20ª giornata | Vis Pesaro                  | 0 – 1 | Recanatese | Stadio Tonino Benelli\| Arbitro: \| Bordin (Bassano del Grappa) \| |
| Arbitro:                             | Bordin (Bassano del Grappa) |       |            |                                                                    |

| Arbitro: | Gianquinto (Parma) |

|  |           |                                         |
|  | Marcatori | 43’ Fedato 52’ Di Paola 58’ Pucciarelli |

| Arbitro: | Rinaldi (Bassano del Grappa) |

|                       |           |             |
| Di Paola 26’ Ngom 81’ | Marcatori | 85’ Ragatzu |

| Arbitro: | Mucera (Palermo) |

|             |           |              |
| Rossoni 85’ | Marcatori | 43’ Nicastro |

| Arbitro: | E. Longo (Cuneo) |

|                       |           |              |
| Melchiorri 21’ (rig.) | Marcatori | 68’ Ghazoini |

| Arbitro: | Rispoli (Locri) |

|                            |           |                    |
| Bakayoko 39’ Gavazzi 90+2’ | Marcatori | 16’ (rig.) Diakité |

| Arbitro: | Gigliotti (Cosenza) |

|              |           |              |
| Marzierli 3’ | Marcatori | 61’ Di Paola |

| Pesaro 12 febbraio 2023 27ª giornata | Vis Pesaro              | 0 – 0 | Rimini | Stadio Tonino Benelli\| Arbitro: \| Mastrodomenico (Matera) \| |
| Arbitro:                             | Mastrodomenico (Matera) |       |        |                                                                |

| Arbitro: | Pacella (Roma) |

|                                              |           |  |
| Bruzzaniti 57’ Tiritiello 79’ Di Quinzio 89’ | Marcatori |  |

| Arbitro: | Lovison (Padova) |

|                     |           |                     |
| Sylla 19’ Baldi 59’ | Marcatori | 31’ Zoia 87’ Sanogo |

| Arbitro: | Maggio (Lodi) |

|  |           |                                  |
|  | Marcatori | 27’ Cauz 78’ Rozzio 83’ Djamanca |

| Arbitro: | Di Francesco (Ostia Lido) |

|                                                 |           |  |
| Disanto 13’ Paloschi 35’ Collodel 50’ Raimo 89’ | Marcatori |  |

| Arbitro: | Taricone (Perugia) |

|  |           |           |
|  | Marcatori | 25’ Pérez |

| Arbitro: | Milone (Taurianova) |

|  |           |                  |
|  | Marcatori | 9’ (aut.) Scorza |

| Arbitro: | Perri (Roma) |

|  |           |                        |
|  | Marcatori | 3’ Corbari 76’ Tascone |

| Arbitro: | Vogliacco (Bari) |

|                            |           |  |
| Morelli 12’ Spina 48’, 65’ | Marcatori |  |

| Arbitro: | Lovison (Padova) |

|                |           |  |
| Pucciarelli 6’ | Marcatori |  |

| Arbitro: | Petrella (Viterbo) |

|                                   |           |  |
| L. Silvestri 22’ C. Shpendi 90+2’ | Marcatori |  |

| Arbitro: | Ubaldi (Roma) |

|             |           |  |
| Aucelli 21’ | Marcatori |  |

### Coppa Italia Serie C

#### Turni eliminatori
| Arbitro: | Mirabella (Napoli) |

|                                                                    |           |  |
| Kolaj 36’, 47’ (rig.) Tupta 56’ Delle Monache 58’, 69’ Cuppone 84’ | Marcatori |  |